# Harald Grandjean
Harald Frederik Grandjean (17. oktober 1841 i København – 16. april 1925 sammesteds) var en dansk officer og personalhistoriker, bror til Axel Grandjean.
Han var søn af konditor Christian Frederik Bredo Grandjean (1811-1877) og hustru Karen Caroline f. Toxværd (1810-1899), blev sekondløjtnant i Hæren 1867, premierløjtnant 1870, kaptajn 1882, i forstærkningen 1893 og fik afsked 1900 som karakteriseret oberstløjtnant. 13. februar 1891 blev han Ridder af Dannebrog og blev senere Dannebrogsmand.
Sammen med Johannes Madsen udgav han 1903 De Kgl. Danske Ridderordener: Personalhistorisk Festskrift udgivet i anledning af Hans Majestæt Kong Christian Den Niendes 40 aarige Regeringsjubilæum paa foranstaltning af H. F. Grandjean Oberstlieutenant (A. Christensen).
Grandjean blev gift 28. maj 1880 i Garnisons Kirke med Anne Margrethe Christine Holm (21. januar 1858 i København – 1954), datter af skibskaptajn, grosserer Henrik Peter Jakob Holm (død 1869) og Henriette Magdalene Hansen (død 1895).
I 1896 købte han en sommerbolig på Strandvejen 366 i Espergærde. Denne ejendom ejes fortsat af Harald Grandjeans efterkommere – og benyttes endnu kun som sommerbolig. Vintermånederne tilbragte han i Bredgade i København.
Han er begravet på Garnisons Kirkegård.